# Farbbeziehung

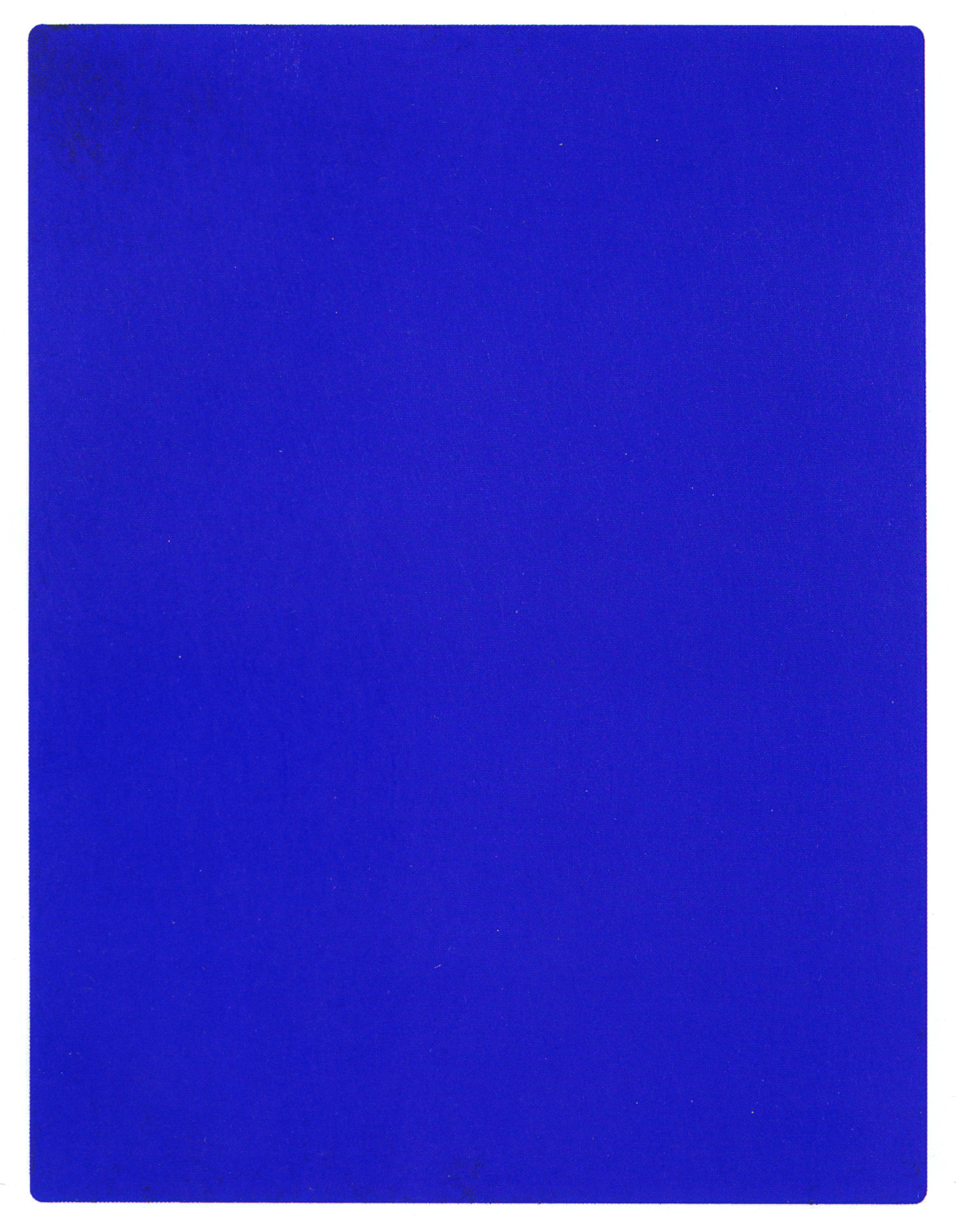
Farbengleichheit: Yves Klein: IKB 191

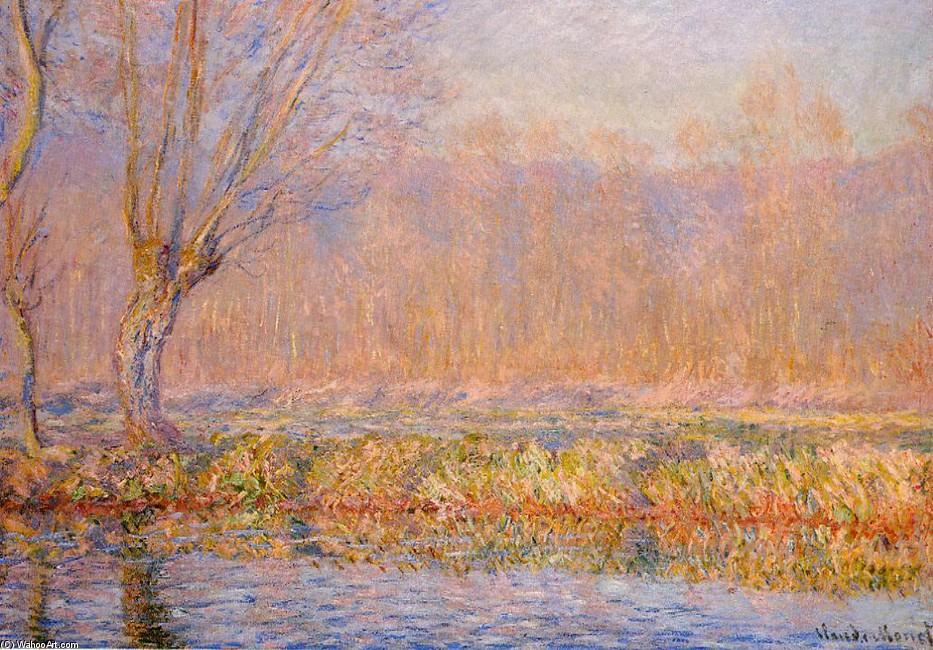
Farbverwandtschaft mit Pastellfarben: Claude Monet: Die Weide. Frühling an der Epte, 1885.

Die Farbbeziehung (Farbkombination, Farbkonzept, Farbpalette, Farbschema, Farbzusammenhang, Farbzusammenstellung) beschreibt das Zusammenwirken von zwei oder mehreren Einzelfarben. Die Eigenschaft jeder Einzelfarbe beeinflusst die Gesamtwirkung. Wesentlich ist aber, dass durch die Gesamtfarbigkeit immer eine neue, eigene Qualität entsteht. Diese lässt sich nicht auf die Summe der Wirkung der Einzelfarben reduzieren.
Farbbeziehungen lassen sich klassifizieren nach ihrer Ähnlichkeit beziehungsweise nach der Größe des Kontrastes. Während eine kontrastarme Farbigkeit eher friedlich, ruhig und spannungslos wirkt, entstehen bei Farbbeziehungen mit großen Kontrasten Aggressivität, Unruhe und starke Spannungen.
Allgemein lässt sich der Begriff Farbbeziehungen auf alle Gebiete anwenden, bei denen Farbe eine Rolle spielt, bspw. Architektur, Design, Film, Fotografie, Kleidung, Kunst, Kunsthandwerk, Mosaike, Natur, Ornamentik, Skulptur, Werbung, Wohnungseinrichtungen.
In Bezug auf die Ähnlichkeit lassen sich vier Farbbeziehungen unterscheiden:
1. die Farbengleichheit (Einfarbigkeit),
2. die Farbverwandtschaft (Farbähnlichkeit, Farbfamilie, Farbmodulation, Ton-in-Ton-Malerei),
3. der Farbkontrast (Farbgegensatz) und
4. die räumliche Wirkung von Farben.[3]

## Farbengleichheit

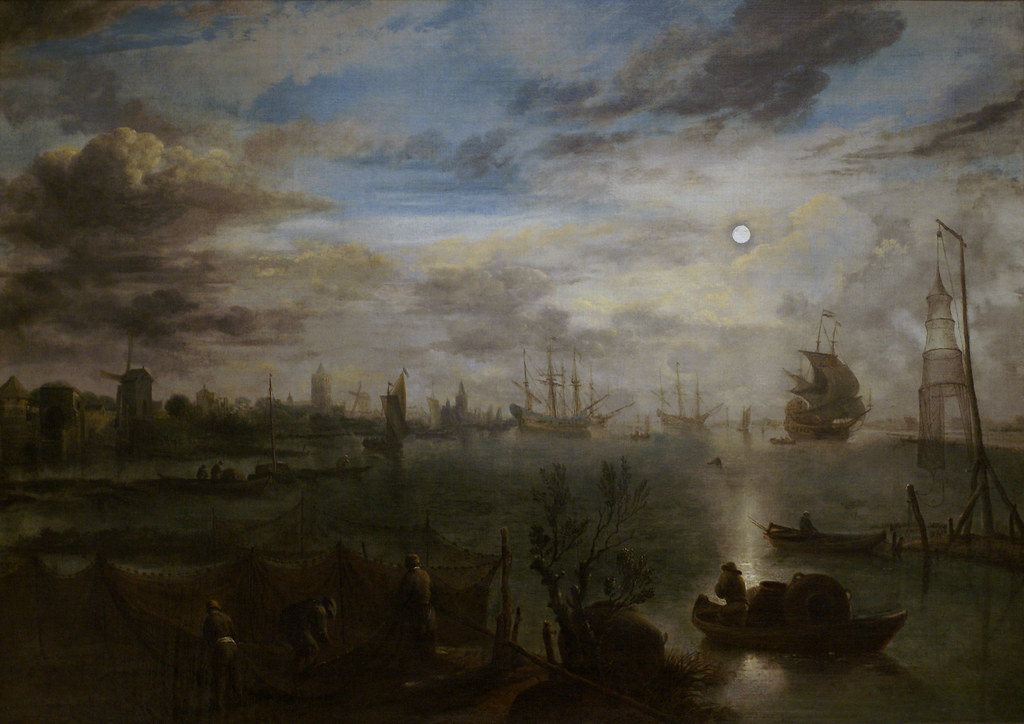
Farbverwandtschaft mit dunklen Farben: Aert van der Neer: Hafen bei Mondschein, nach 1665.

Die Farbengleichheit besteht, wenn nur eine einzige Farbe vorhanden ist ohne Schattierungen und Variationen dieser Farbe. Die Konzentration auf die abstrakte Wirkung dieser Einzelfarbe steht dann im Vordergrund. Die Farbengleichheit ist äußerst selten. Weiße Projektionsflächen oder schwarze Löcher gehören dazu, ebenso das Bild „Schwarzes Quadrat auf weißem Grund“ von Kasimir Malewitsch (1878–1935) oder die Gemälde von Yves Klein (1928–1962) in seinem typischen, internationalen Klein-Blau (International Klein Blue ( IKB )). Eine Fläche in einer einzigen Farbe kann langweilig, leer, monoton und ziellos wirken, aber auch beruhigend, meditativ, konzentriert und phantasieanregend.

## Farbverwandtschaft

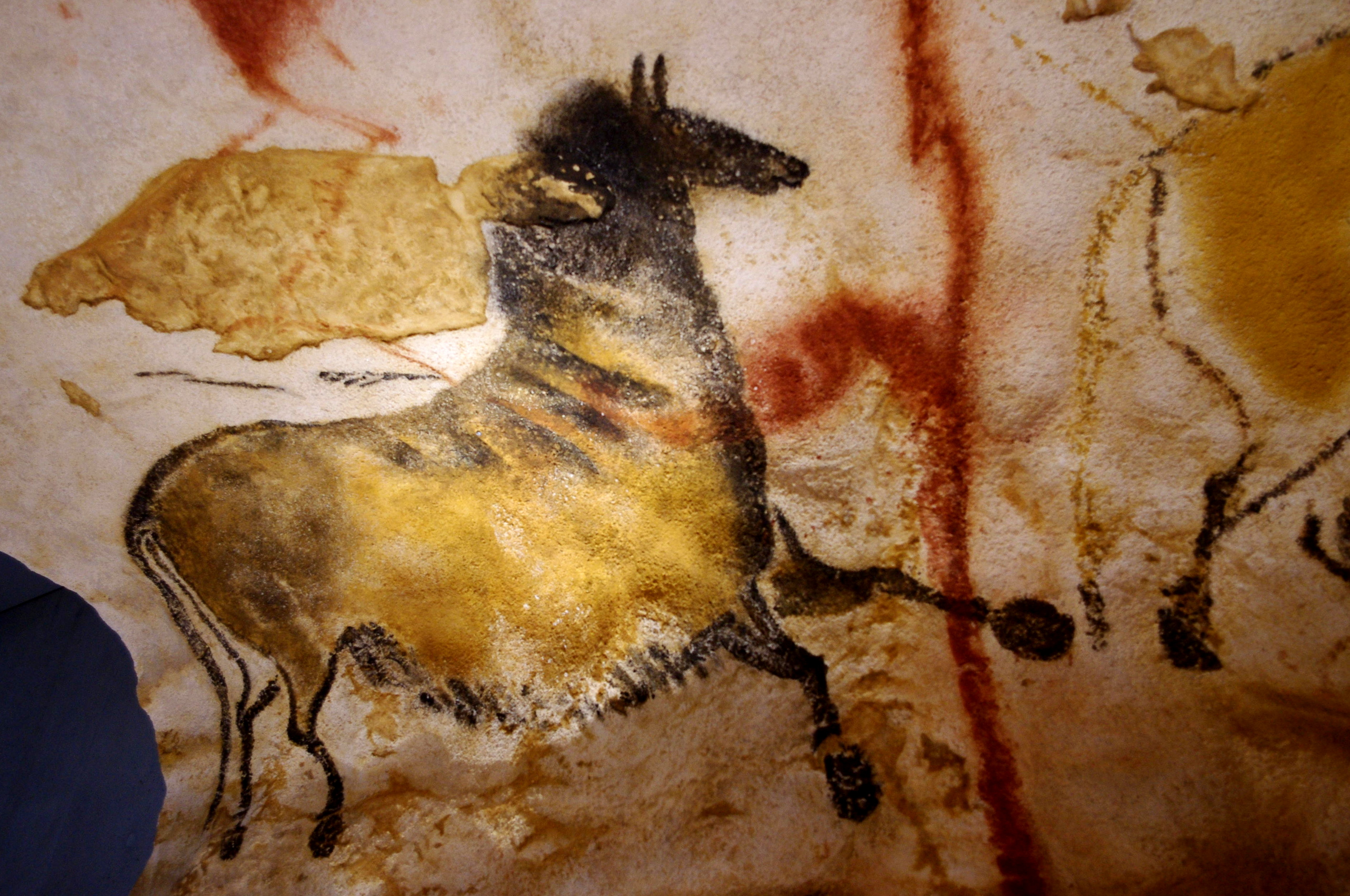
Farbverwandtschaft mit Erdfarben: Höhlenmalerei in Lascaux, drittes chinesisches Pferd, zwischen 17.000 und 15.000 v. Chr.?

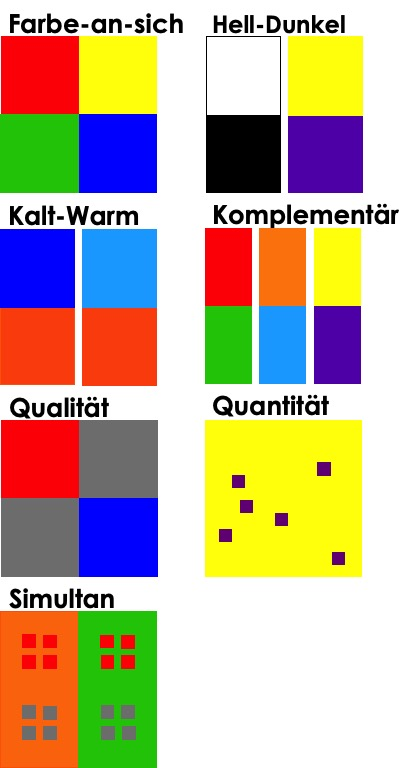
Die sieben Farbkontraste (nach Johannes Itten)

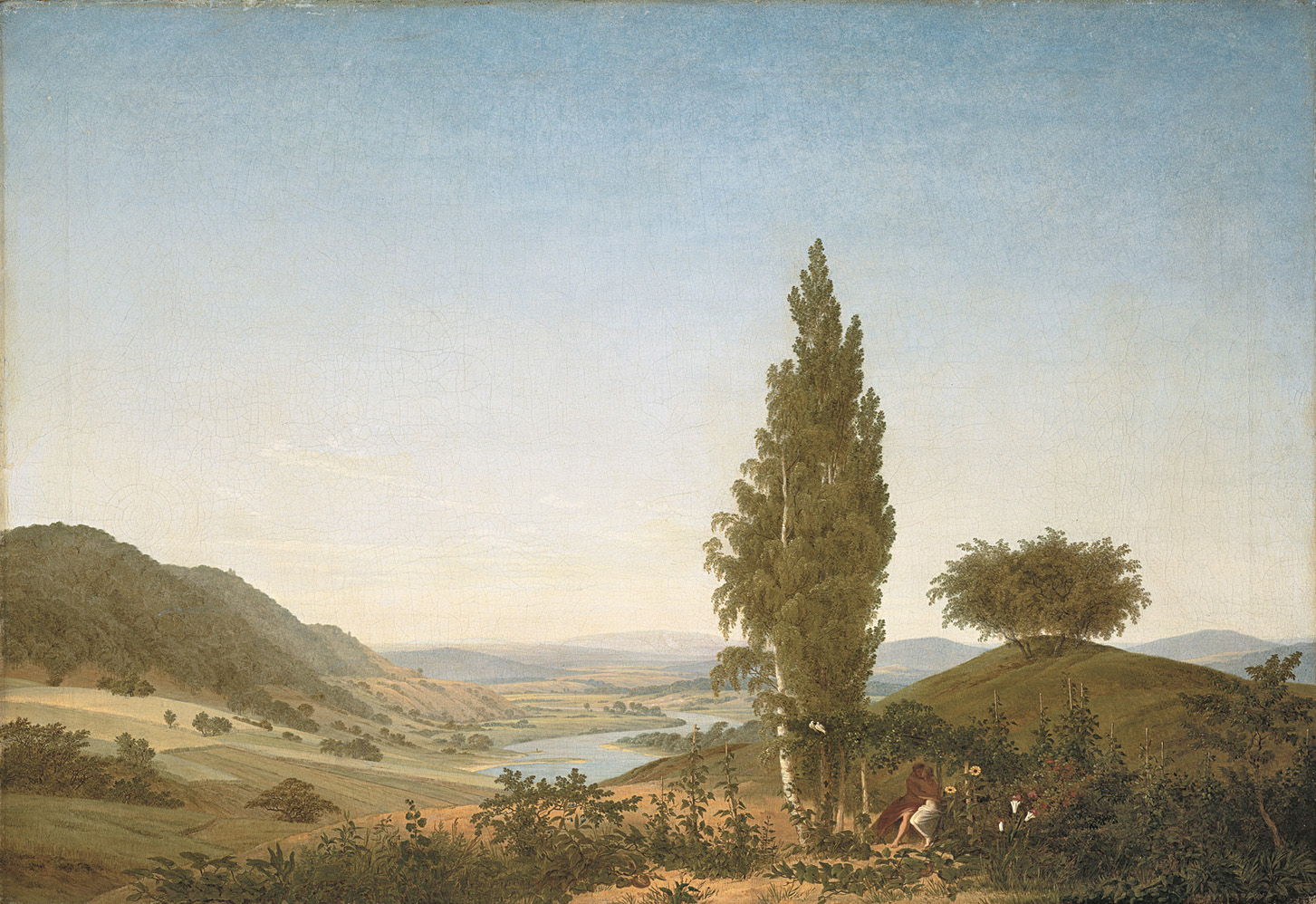
Luftperspektive: Caspar David Friedrich: Der Sommer, 1807

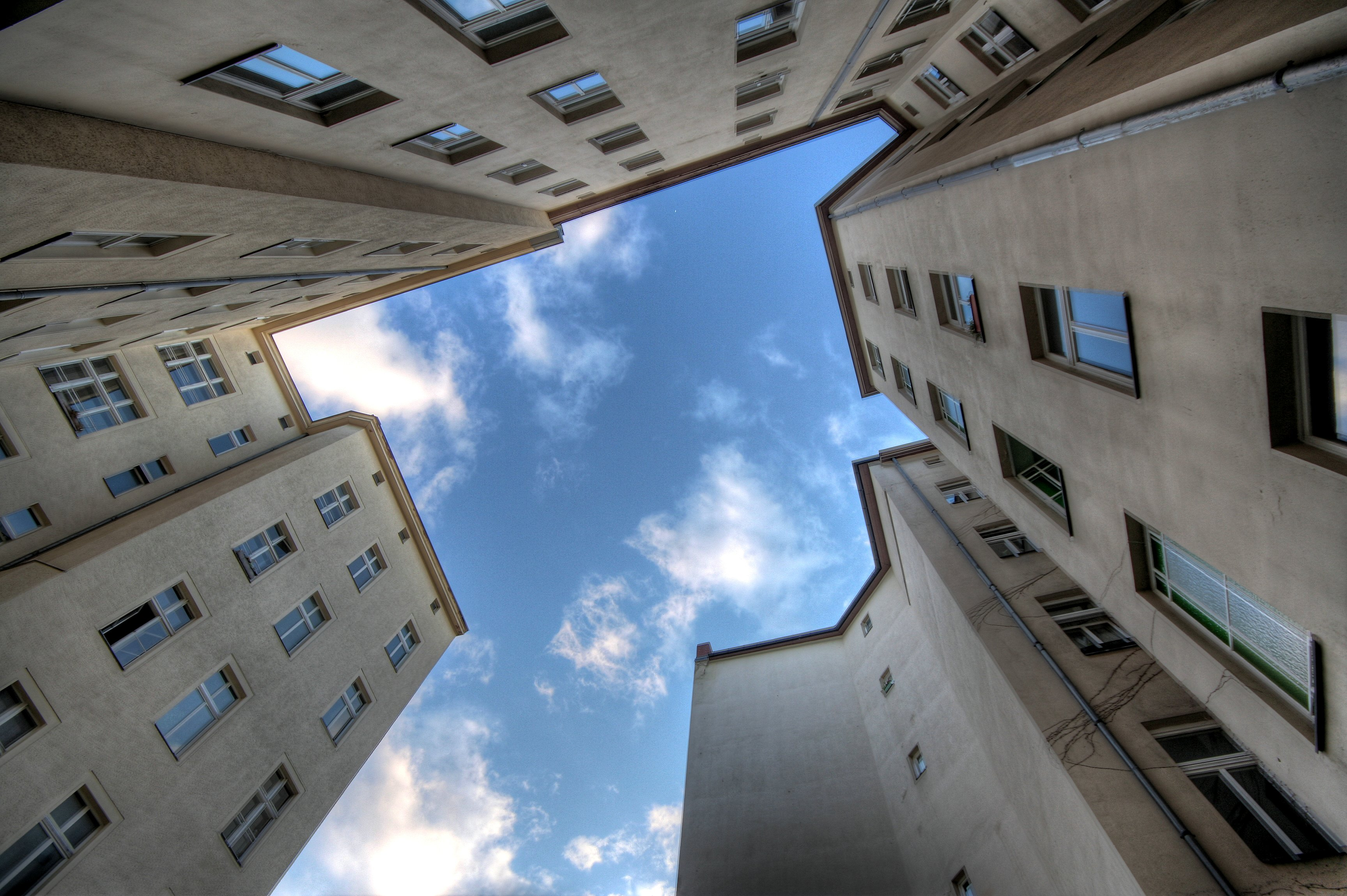
Figur-Grund-Wahrnehmung: Blue man (Fotografie), 2006

Die Farbverwandtschaft besteht, wenn eine Farbe mit ähnlichen Farben kombiniert wird. Die drei Farbmerkmale (Farbkomponenten, Farbparameter), das heißt der Farbton, die Helligkeit und/oder die Sättigung (Trübung) variieren mehr oder weniger. Kontraste sind schwach oder gar nicht vorhanden.

### Monochromie
Die Monochromie (Einfarbigkeit, einfarbiges Farbschema, Einfarbmalerei, monochrome oder monochromatische Farbharmonie, monochromes Farbschema, monochrome Malerei, Monochromismus) bezeichnet eine Farbverwandtschaft, bei der ein Farbton als Basisfarbe (Basiston, Grundton, Hauptfarbe) dient. Zusätzlich werden hellklare (verweißlicht, weiß-aufgehellt), graugetrübte (vergraut) oder dunkelklare (verdunkelt, schwarz-abgedunkelt) Farbtöne derselben Farbe verwendet. Zum Beispiel bildet Blau, kombiniert mit Hellblau, Blaugrau und Dunkelblau mit allen Zwischentönen eine Monochromie. Die Künstler des analytischen Kubismus (ca. 1907–1912) wenden die Monochromie in ihren Gemälden an, indem sie ihre splittrigen Formen und quaderförmigen Strukturen in erdigen Grau-Brauntönen und Hell-Dunkel-Schattierungen malen. Außerdem findet man die Monochromie bei Ornamenten oder Mustern auf Tapeten.

### Achromatische Farbverwandtschaft
Die achromatische Farbverwandtschaft (achromatisches Farbschema, Graustufenfarben, Hell-Dunkel-Farbschema, neutrales Farbschema, ungesättigtes Farbschema) ist eine spezielle Monochromie mit der Basisfarbe Grau in unterschiedlichen Hell-Dunkel-Schattierungen. Schwarz und Weiß dürfen nicht zu hart aufeinandertreffen, da sonst ein Hell-Dunkel-Kontrast entsteht. Typische Beispiele sind Grisaillen, Schwarzweißfotos oder lavierte Zeichnungen.

### Analoge Farbverwandtschaft
Die analoge Farbverwandtschaft (analoge Farbharmonie, analoges Farbschema) ist eine besonders häufige Farbkombination. Sie besteht aus einer Gruppe von zwei oder drei im Farbkreis benachbarten Farben. Zusätzlich können die Farben hellklar, getrübt oder dunkelklar abgewandelt sein. Zum Beispiel bilden Cyan, Ultramarinblau und Blauviolett, ergänzt durch Hellblau, Graublau und Dunkelblau mit allen Zwischentönen eine analoge Farbverwandtschaft. „Wir beobachten das schon in der Natur, wenn zum Beispiel bei dichter Gutwetteratmosphäre und tiefem Stand der Sonne die Eigenfarbe der von Sonnenlicht getroffenen Gegenstände von ihrer ursprünglichen Farbrichtung nach der Richtung des Gelbroten abgelenkt wird.“

### Weitere Farbverwandtschaften
Manchmal bilden Farben ähnlicher Helligkeit, Dunkelheit oder Trübung eine Farbverwandtschaft.
1. Farben ähnlicher Helligkeit sind Pastellfarben (High-Key-Farbschema) wie zum Beispiel Rosa, Blassgelb, Lind und Himmelblau. Die Künstler des Impressionismus (ca. 1860–1890) sind für die Verwendung heller Farben bekannt, da sie eine lichtdurchflutete Malerei bevorzugten. Außerdem findet man Pastellfarben in Eisdielen, Schneelandschaften, Torten oder bei Zuckerwatte.
2. Farben ähnlicher Dunkelheit sind dunkle Farben (Low-Key-Farbschema) wie zum Beispiel Mitternachtsblau, Dunkelgrün, Kastanienbraun und Indigo. Sinngemäß findet man sie in Nachtstücken, Darstellungen von Höhlen oder Bergwerken.
3. Farben ähnlicher Trübung sind zum Beispiel die Erdfarben wie gebrannte Siena, Umbra, Ockergelb und Braun. Sie fanden ihre Anwendung bereits in prähistorischen Höhlenmalereien.

## Farbkontrast
Der Farbkontrast entsteht immer durch Gegenüberstellung zweier oder mehrerer kontrastreicher Farben. Der Schweizer Maler, Kunsttheoretiker und Kunstpädagoge Johannes Itten (1888–1967) untersuchte die Wirkung von kontrastierenden Farben und entwickelte sieben Farbkontraste.
1. Der Farbe-an-sich-Kontrast (auch Buntkontrast, Farbe-zu-Farbe-Kontrast, Farbtonkontrast, Polychromie, Vielfarbigkeit) entsteht, sobald mindestens drei reine Farben, die im Farbkreis weit auseinander liegen, aufeinandertreffen. Der Farbe-an-sich-Kontrast kann grell, hektisch und nervös wirken oder auch dynamisch, fröhlich, lebendig, leuchtend und verspielt.
2. Der Hell-Dunkel-Kontrast (auch Schwarz-Weiß-Kontrast, Tonwertkontrast, Helligkeitskontrast oder Chiaroscuro) entsteht, wenn helle und dunkle Farben nebeneinander liegen, wie zum Beispiel Schwarz und Weiß oder Gelb und Violett. Der Hell-Dunkel-Kontrast kann bedrohlich, dramatisch wirken oder auch kühl, melancholisch, mystisch oder nachdenklich.
3. Der Kalt-Warm-Kontrast entsteht, wenn warme und kalte Farben nebeneinander liegen. Hier trifft Aktivität, Energie und Lebendigkeit auf Frieden, Klarheit, und Ruhe.[7]
4. Der Komplementärkontrast (komplementärer Zweiklang, komplementäres Farbschema) entsteht, wenn zwei Farben, die im Farbkreis gegenüber liegen, aufeinandertreffen. Der Komplementärkontrast kann aufdringlich, hektisch, irritierend, laut, plakativ und provozierend wirken oder auch aufregend, dynamisch, kraftvoll, markant und spannend.
5. Der Qualitätskontrast (Bunt-Unbunt-Kontrast, Reinheitskontrast, Sättigungskontrast) entsteht, wenn reine Farben neben getrübten Farben liegen. Hier stehen Betonung und Kraft gegenüber Einsamkeit und Zurückhaltung.
6. Der Quantitätskontrast (Flächenkontrast, Mengenkontrast) entsteht, wenn große oder viele Flächen neben kleinen oder wenigen liegen. Er kann gewichtend oder strukturierend wirken.
7. Der Simultankontrast besagt, dass in der Umgebung einer Farbe immer automatisch die Komplementärfarbe erscheint. Diese ist eine virtuelle Farbe, deren Wahrnehmung durch komplexe Mechanismen entsteht, an denen das ganze Sehsystem vom Auge bis zur Hirnrinde beteiligt ist.[8]

Im Unterschied zur harmonischen, ruhigen Farbverwandtschaft, erzeugt ein Farbkontrast immer eine gewisse Spannung. Farbkontraste können aggressiv, dramatisch, hart und laut wirken, aber auch aktiv, anregend, kraftvoll, lebendig und spannungsgeladen.

## Raumwirkung (Tiefenwirkung) von Farben
Durch das Zusammenwirken von zwei oder mehreren Farben lässt sich eine Raumwirkung erzeugen. Eine einzige Farbe ohne Vergleich bleibt flach.
1. Die Luftperspektive (atmosphärische Perspektive, Luftlicht, englisch: aerial perspective) entsteht durch die Luft. Je weiter ein Gegenstand entfernt ist, desto blasser und blauer erscheinen seine Farben. Aus dieser Erfahrung heraus erscheinen uns helle, bläuliche Objekte besonders weit entfernt gegenüber andersfarbigen Objekten.
2. Die Farbperspektive besagt, dass intensive, warme Farben in den Vordergrund treten und helle, kühle Farben in den Hintergrund.
3. Intensive Farben treten in den Vordergrund und getrübte Farben in den Hintergrund. Dieses Phänomen spielt beim Qualitätskontrast eine Rolle.
4. Die Erkenntnisse der Figur-Grund-Wahrnehmung besagen, dass Formen, die bekannt, einfach, einheitlich, geschlossen, klein, konturbetont, schattiert, strukturiert oder symmetrisch sind, eher als Figur im Vordergrund wahrgenommen werden und die Umgebung als dahinter liegender Hintergrund. Die Figur wird bewusst und differenziert wahrgenommen und bildet das Zentrum der Aufmerksamkeit. Die übrigen Sinneseindrücke, die als unwichtig erkannt werden, treten in den Hintergrund und bilden den „Grund“.

## Hinweis
Die genannten Farbbeziehungen stellen nur einen kleinen Auszug aus einer unendlichen Anzahl an Kombinationsmöglichkeiten dar. Sie bilden eine Orientierungshilfe. Selten finden sie isoliert eine Anwendung. Häufig liegen Abwandlungen und Mischformen vor.

## Bildergalerie

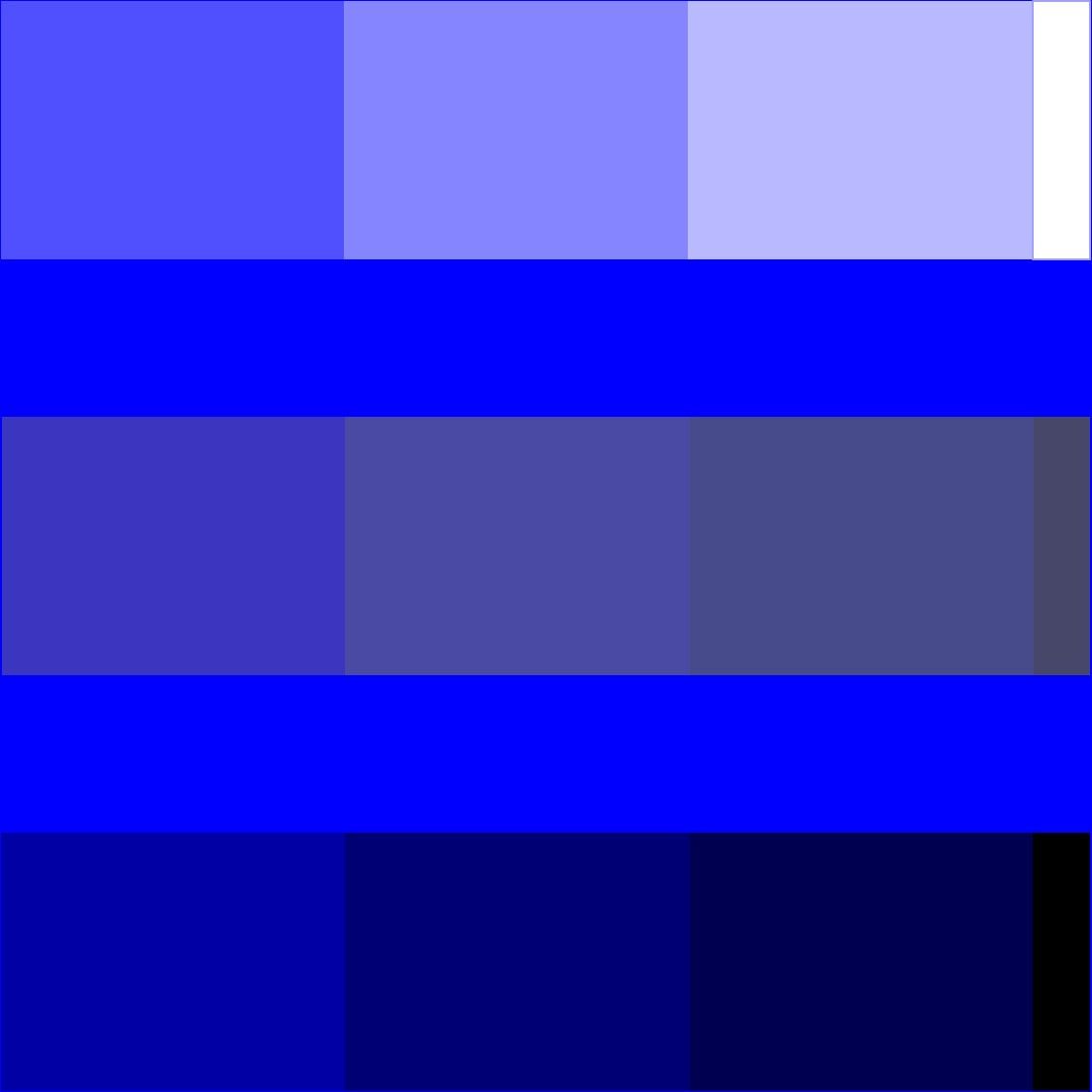
Monochromie: Blau mit Weiß, Grau und Schwarz abschattiert
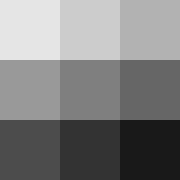
Achromatische Farbverwandtschaft: unterschiedliche Grautöne
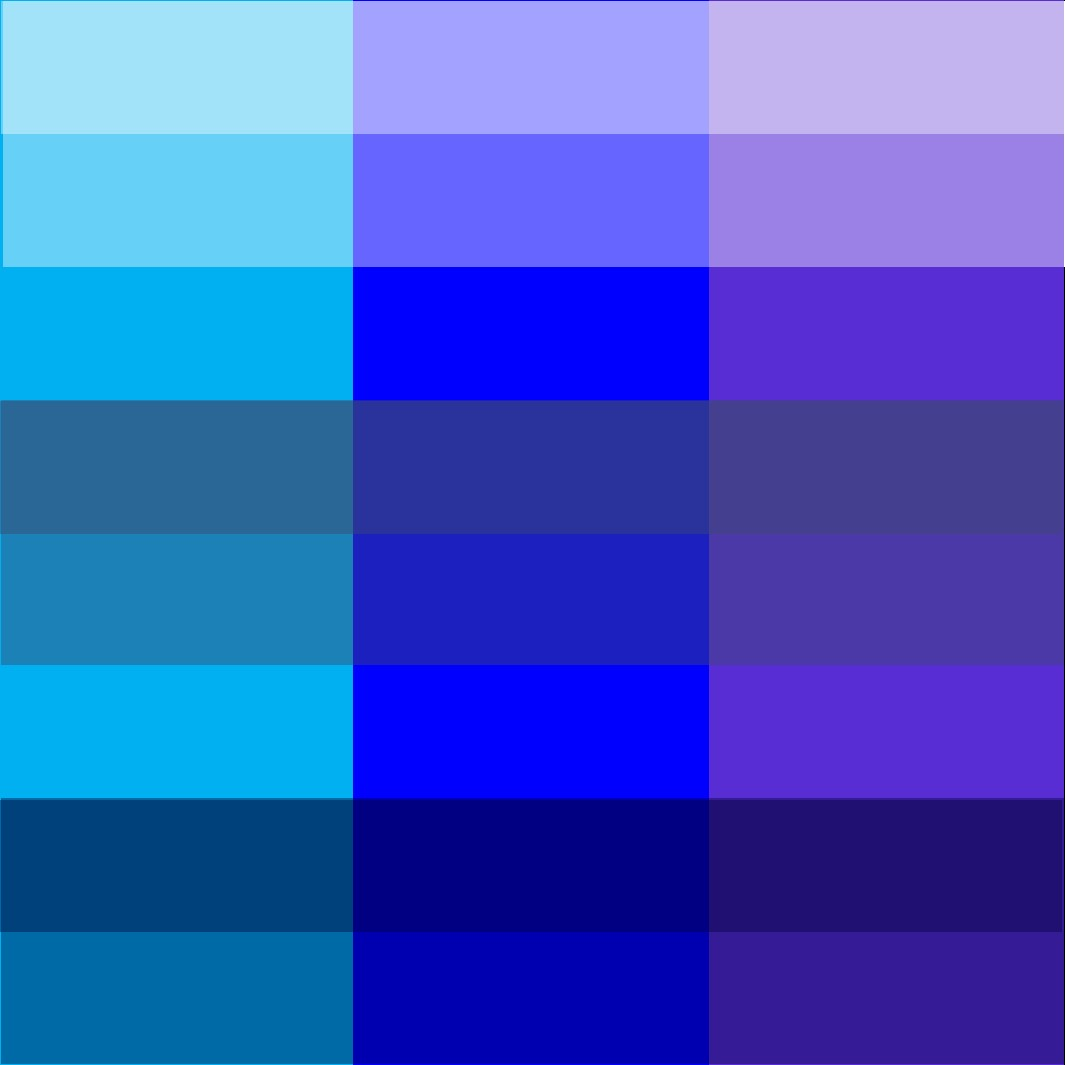
Analoge Farbverwandtschaft: Cyan, Ultramarinblau und Blauviolett, ergänzt durch Hellblau, Graublau und Dunkelblau mit allen Zwischentönen
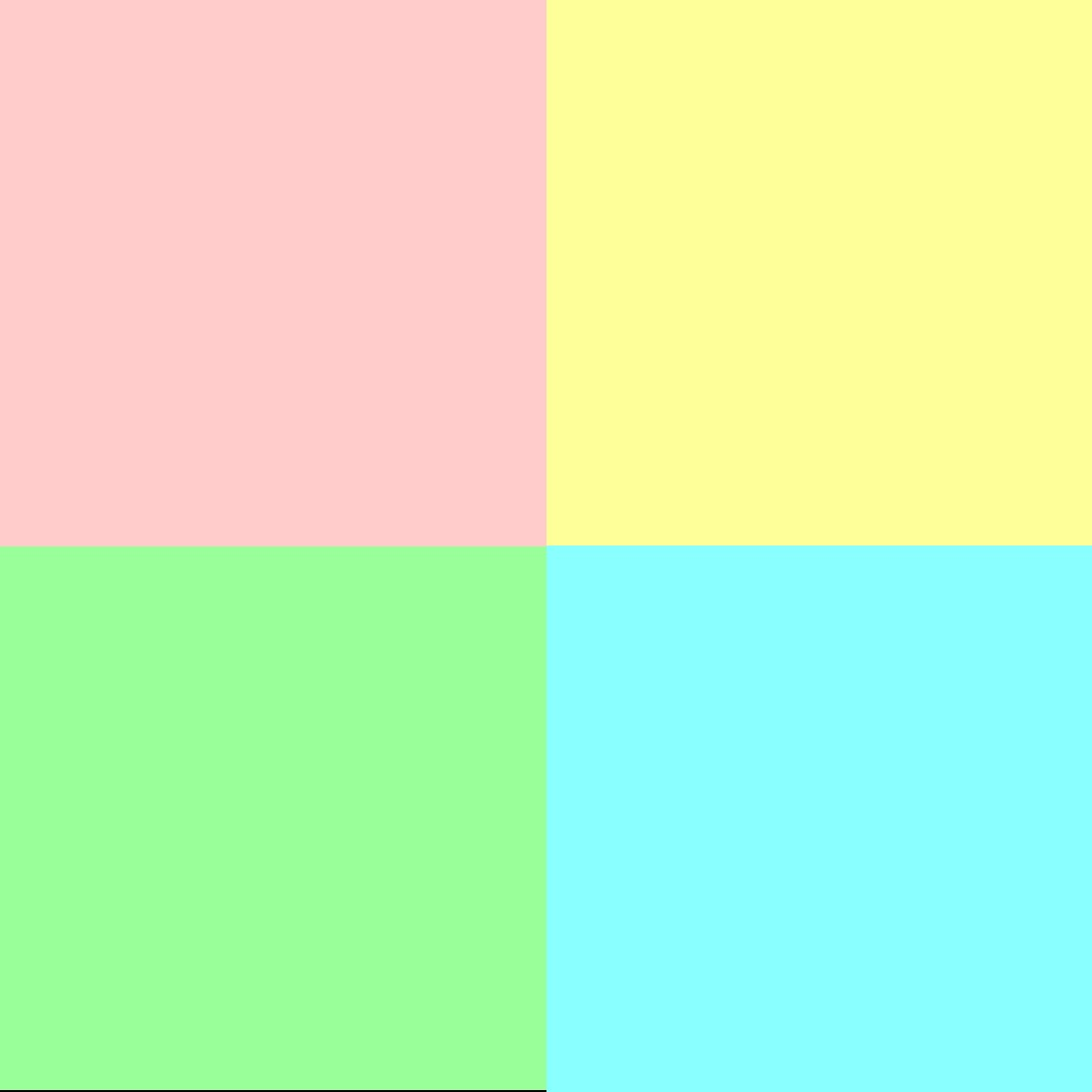
Spezielle Farbverwandtschaft: Pastellfarben
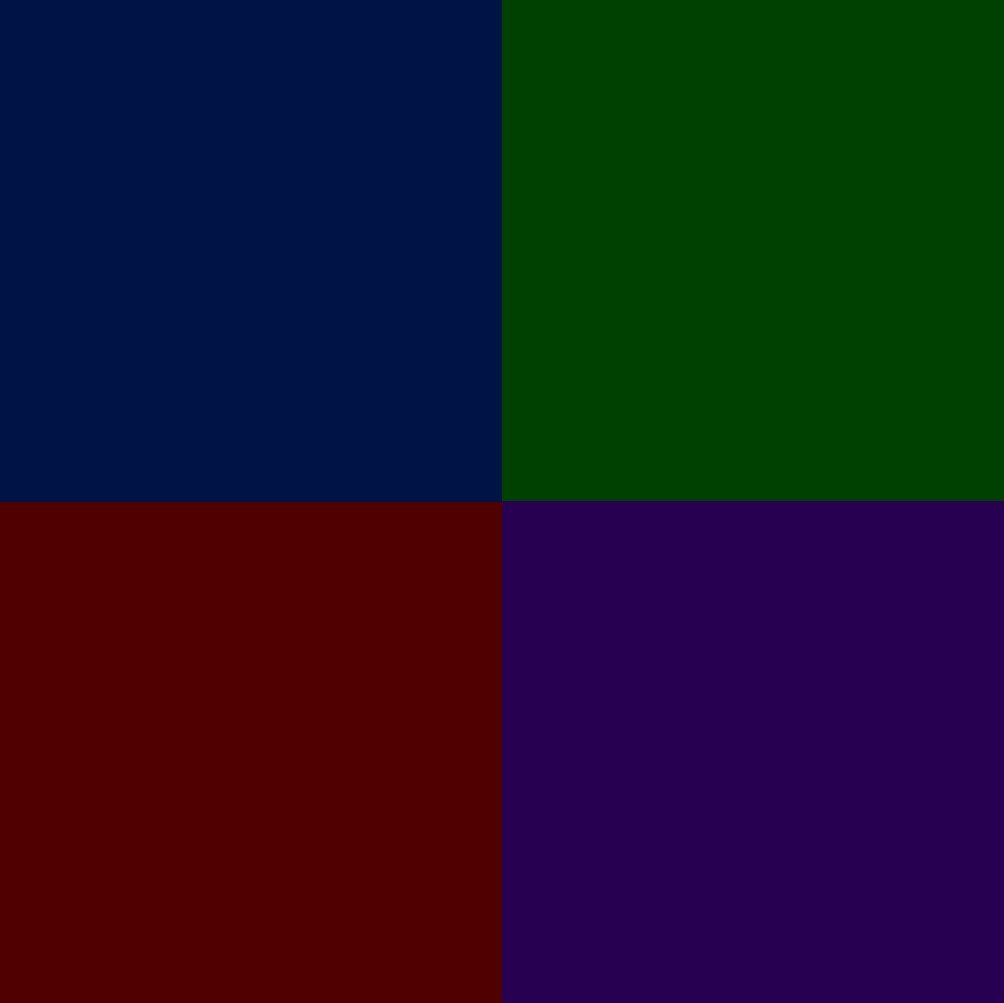
Spezielle Farbverwandtschaft: Dunkle Farben
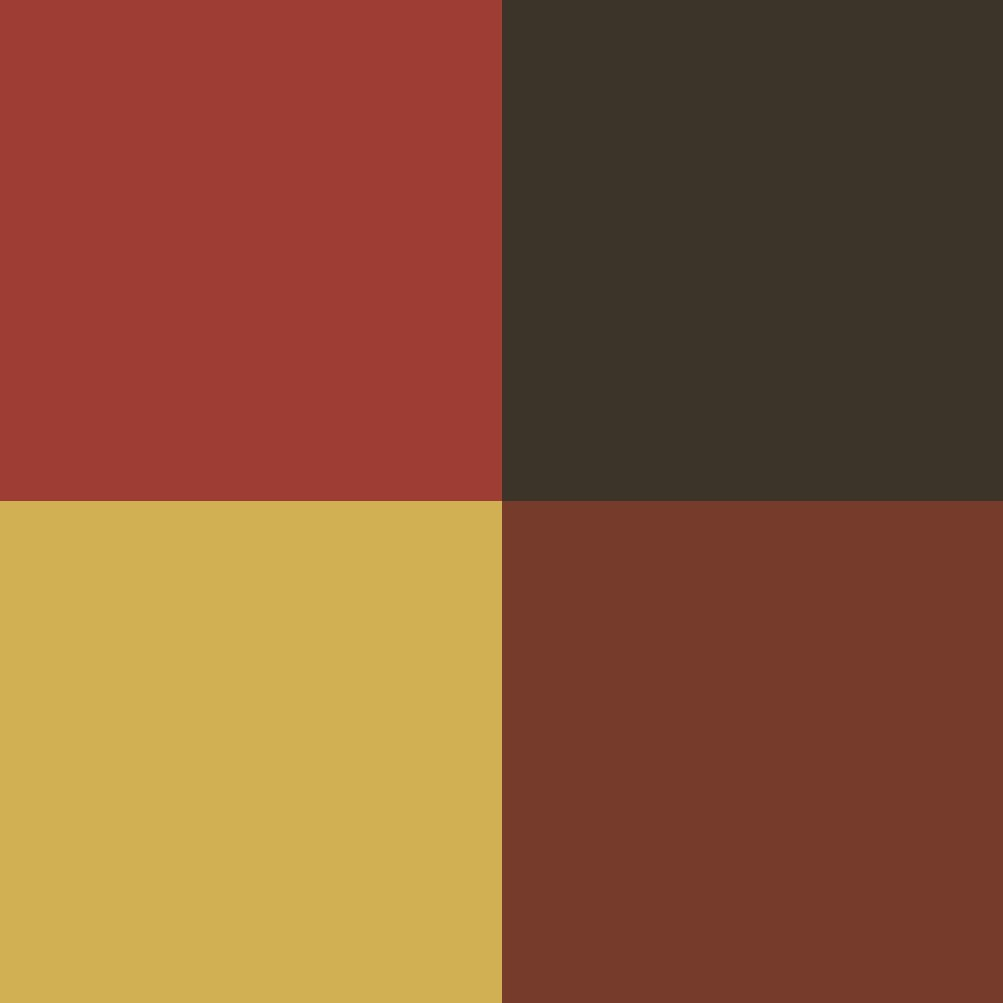
Spezielle Farbverwandtschaft: Erdfarben
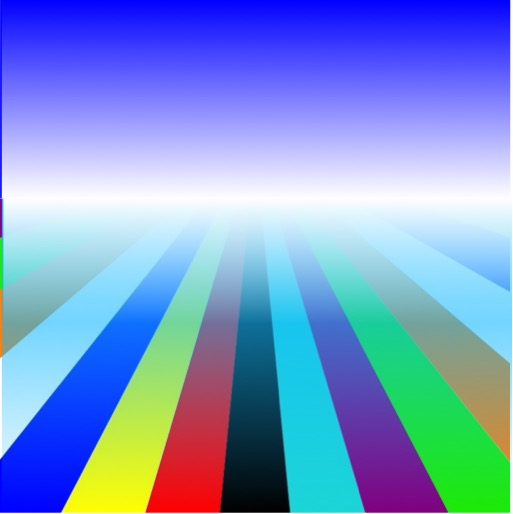
Luftperspektive
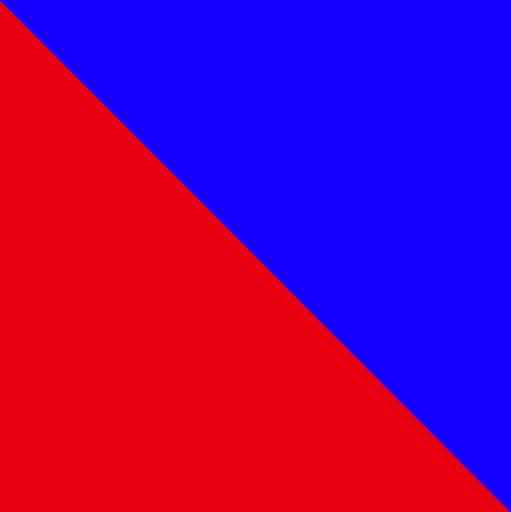
Farbperspektive
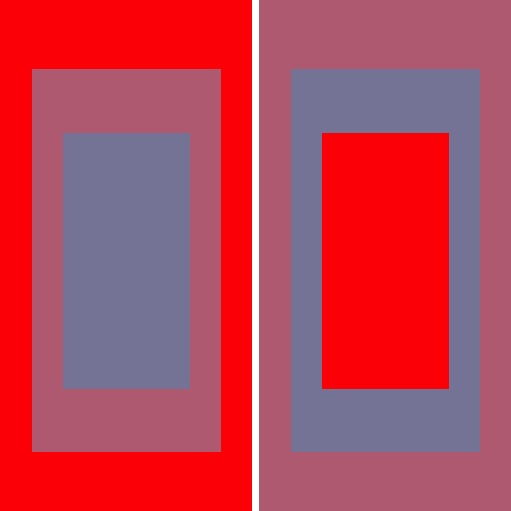
Intensive Farben treten in den Vordergrund und getrübte Farben in den Hintergrund (Qualitätskontrast)
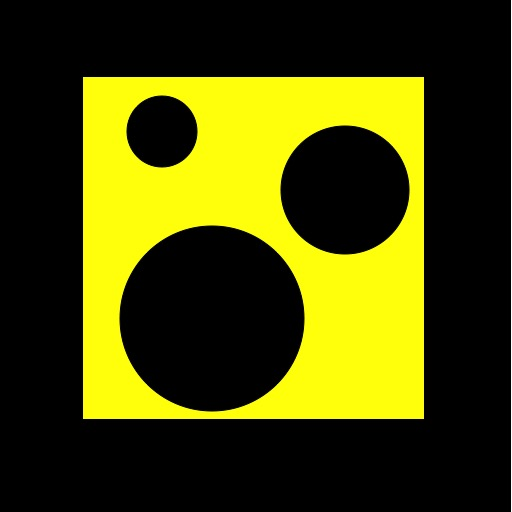
Figur-Grund-Wahrnehmung